# Settle & Carlisle Line

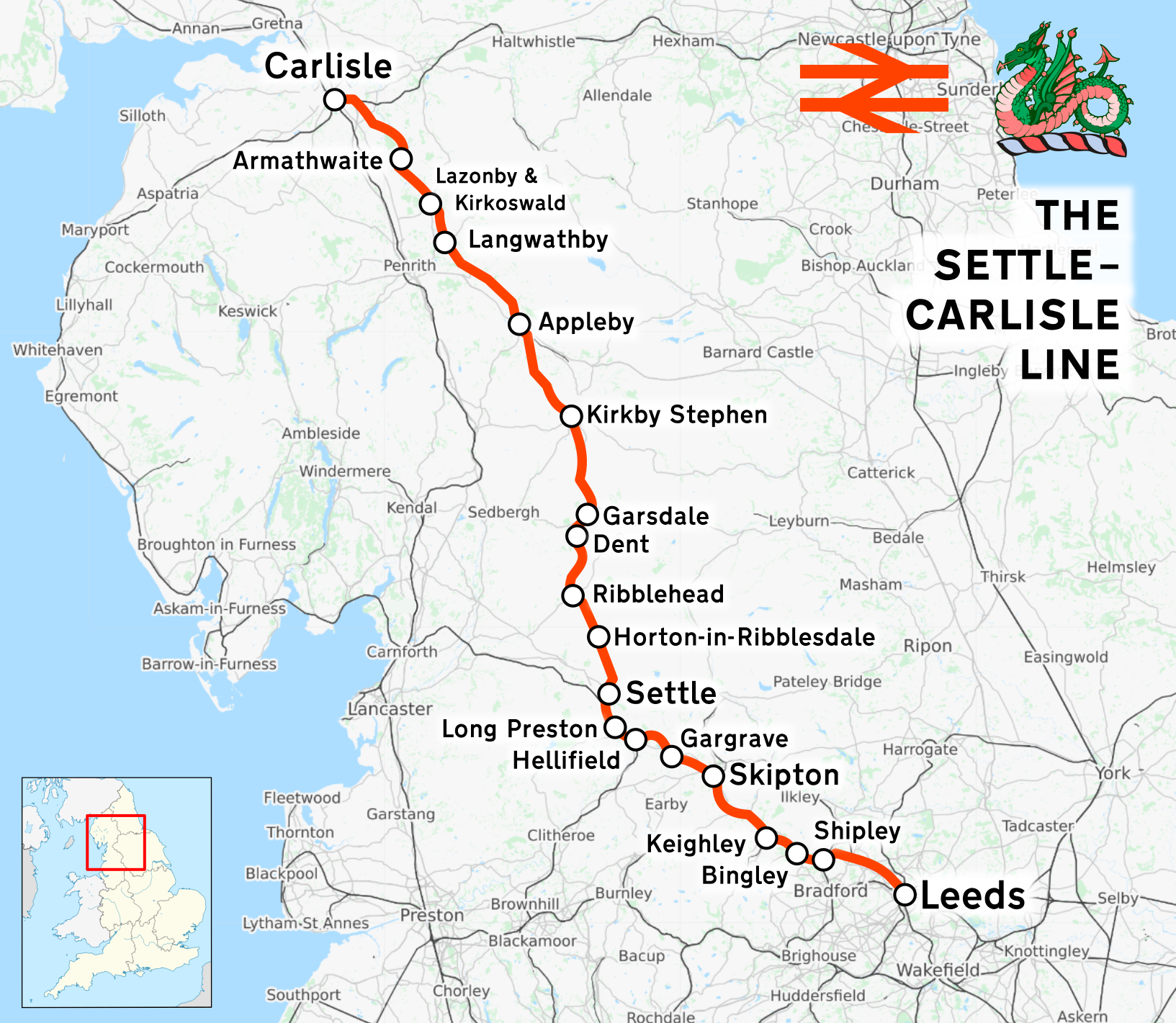
Settle & Carlisle Line

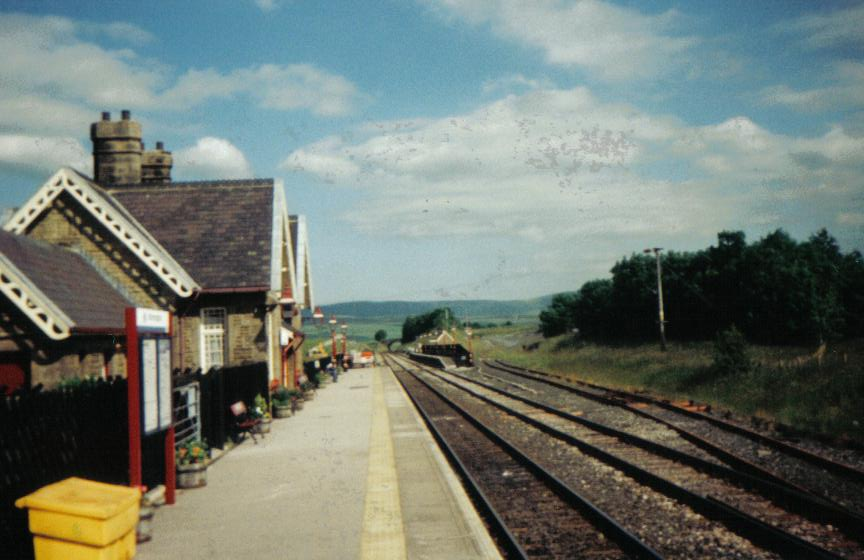
Station Ribblehead

De Settle & Carlisle Line (S & C) is een 117 kilometer lange belangrijke spoorlijn in het noorden van Engeland. De spoorlijn is een onderdeel van het National Rail netwerk en werd gebouwd in de jaren rond 1870. Afgezien van tijdelijke omleidingen (bijvoorbeeld als gevolg van de afsluiting van de West Coast Main Line) worden alle passagiers treinen geëxploiteerd door Northern Rail.
De lijn loopt door afgelegen regio's van de Yorkshire Dales en de North Pennines en wordt beschouwd als de meest schilderachtige spoorweg in Engeland. Het drama van de geschiedenis en de bouw betekent dat het wordt beschouwd als een van de afgesloten symbolen van een victoriaanse onderneming.
De lijn loopt van de omgeving van de stad Settle, te beginnen bij een kruising met de lijn van Leeds naar Morecambe, en werd uitgebreid naar de stad Carlisle dicht bij de Engels - Schotse grens.
De lijn werd gebouwd door meer dan 6000 arbeiders, mechanische graafmachines waren toen nog niet uitgevonden. Enorme kampen werden opgericht om de arbeiders te huisvesten, veel van hen waren Iers.
De ingenieur voor het project was John Crossley, een man die uit Leicestershire afkomstig was.
14 tunnels en 22 viaducten waren nodig, het meest opvallende viaduct is het Ribblehead Viaduct met 24 bogen, 32 meter hoog en 402 meter lang. De drassige bodem betekende dat de fundamenten van het bouwwerk 8 meter moesten worden verzonken in de turfbodem.
Kort na de passage van dat viaduct, komt de Blea Moor tunnel, 2.404 meter lang en 152 meter onder de grond, vóór de lijn weer opkomt op het Dent Head viaduct.
De lijn werd geopend voor vrachtverkeer in augustus 1875 en de eerste passagierstreinen begonnen te rijden in april 1876. De kosten van de lijn werden uiteindelijk £ 3,6 miljoen - 50 procent boven de raming en een kolossaal bedrag voor die tijd. 
Sommige kleinere stations werden reeds gesloten in de jaren 1950.